# Szabadi
Szabadi est un village et une commune du comitat de Somogy en Hongrie.